# Kolonie Baldham
Kolonie Baldham war ein Gemeindeteil von Vaterstetten im bayerischen Landkreis Ebersberg.
Der Gemeindeteil lag südlich des Haltepunkts Baldham der Bahnstrecke München–Rosenheim.

## Geschichte
Im Positionsblatt 694 aus dem Jahr 1927 erscheint der Ort erstmals, bezeichnet als „Baldham Kolonie“. Hier wurde zwischen 1938 und 1941 von Albert Speer das Thorak-Atelier für Hitlers Bildhauer Josef Thorak errichtet.
In den Volkszählungsdaten erscheint der Ort erstmals 1950 als noch nicht amtlich benannter Gemeindeteil von Zorneding mit 884 Einwohnern und 150 Wohngebäuden. Bei der Volkszählung 1961 hatte der als Kolonie klassifizierte Ort 1146 Einwohner und 261 Wohngebäude. Bei der nächsten Volkszählung 1970 hatte der Ort 2464 Einwohner.
Am 1. Mai 1978 wurde aus der damaligen Gemeinde Zorneding der Gemeindeteil Kolonie Baldham in die Gemeinde Parsdorf eingegliedert, die am 2. Mai 1978 in Gemeinde Vaterstetten umbenannt wurde.
In den Daten der Volkszählung von 1987 wird der Ort nicht mehr als Gemeindeteil von Vaterstetten geführt.